# Сутарский хребет
Сутарский хребет расположен в западной части Еврейской автономной области.
Хребет вытянут с юго-запада на северо-восток параллельно хребту Малый Хинган, с которым он соединён горными перемычками. Его естественными границами являются долины рек Сутара (на севере), Биджан и Помпеевка на юге, Амур на юго-западе.
В центральной части рельеф хребта усложняется и он распадается на три параллельные горные цепи. Хребет невысок, величины нарастают при движении к северу: в южной части выделяется гора Лохматая (550 м), в средней части пик высотой 673 м, далее на востоке гора Сахатуха, и наконец, на крайнем севере расположена самая высокая гора Тарагай (797 метров). Южные склоны хребта характеризуются наличием широколиственных лесов муссонного типа, по мере повышения высоты и на северных склонах увеличивается доля хвойных пород. В прошлом по склонам хребтах водились амурские тигры, отмечались заходы дальневосточных леопардов.